# Serrat dels Ginebros
El Serrat dels Ginebros és una serra que es troba en el terme municipal de la Vall de Boí, a la comarca de l'Alta Ribagorça, i dins de la zona perifèrica del Parc Nacional d'Aigüestortes i Estany de Sant Maurici.
El serrat tanca la Vall de Sarradé per la seva part meridional. Descendeix des del Cap de la Pleta Mala (2.692,9 m), que és el seu límit nord-oriental i punt més alt, direcció sud-oest fins a trobar el Barranc de Sarradé.